# Öster-Sännsjön
Öster-Sännsjön är en sjö i Ragunda kommun i Jämtland och ingår i Ångermanälvens huvudavrinningsområde. Sjön har en area på 0,191 kvadratkilometer och ligger 391,2 meter över havet. Sjön avvattnas av vattendraget Vikan (Vallån).

## Delavrinningsområde
Öster-Sännsjön ingår i det delavrinningsområde (704436-150318) som SMHI kallar för Inloppet i Sörviksjön. Medelhöjden är 415 meter över havet och ytan är 36,18 kvadratkilometer. Det finns inga avrinningsområden uppströms utan avrinningsområdet är högsta punkten. Vikan (Vallån) som avvattnar avrinningsområdet har biflödesordning 3, vilket innebär att vattnet flödar genom totalt 3 vattendrag innan det når havet efter 234 kilometer. Avrinningsområdet består mestadels av skog (89 procent). Avrinningsområdet har 0,5 kvadratkilometer vattenytor vilket ger det en sjöprocent på 1,4 procent.